# 乐队合唱团
樂隊合唱團（英語：The Band）是1968年由里克·丹科（貝斯、歌手）、加斯·哈德森（鍵盤、薩克斯風）、理察·曼紐爾（鍵盤、歌手）、羅比·羅伯森（吉他、歌手）和萊文·赫爾姆（爵士鼓、歌手）在安大略省多倫多組成的根源搖滾樂團。樂隊合唱團的成員們在1958年至1963年之間各自加入山區鄉村搖滾歌手羅尼·霍金斯所主導的伴奏樂團雄鷹樂隊。
成員們在1964年退出雄鷹樂隊後，他們暫時以萊文與雄鷹樂隊（Levon and the Hawks）和加拿大大佬（Canadian Squires）的名義演出和發表一些單曲。隔年巴布·狄倫為了1965年美國巡演和1966年的世界巡演而雇用了他們。隨著巡演結束之後，樂隊與迪倫一起搬到紐約的索格蒂斯，在那裡他們製作了非正式的錄音，即1967年的《地下室錄音》，成為了他們的1968年首張專輯《Music from Big Pink》的基礎。因為他們一直是各種門將的「樂隊」，赫爾姆便以此定下了這個名字。樂隊於1968年以The Band的名義演出並繼續發行十張錄音室專輯。狄倫在其職業生涯中繼續與樂隊合作，其中包括1974年的聯合巡演。
樂隊合唱團的原始陣容在1976年以精心製作的現場舞台表演和眾多著名嘉賓客串為特色的音樂會結束了其巡演事業，這場演出由導演馬丁·史柯西斯拍成1978年的紀錄片電影《最後華爾茲》。樂隊合唱團在沒有吉他手羅伯森（已單飛）的情況下於1983年重啟巡演，曼紐爾在1986年的演出完畢後死於自殺，其餘的三名成員持續演出與錄製新專輯並找來其他樂手暫代羅伯森和曼努埃爾的位子，而最後的陣容包括理察·貝爾（鋼琴）、蘭迪·恰蘭特（爵士鼓）和吉姆·魏德（吉他）。在樂團解散後，丹科於1999年死於心臟衰竭。1998年，赫爾姆被診斷為頭頸癌，幾年來無法唱歌，但他的聲音最終還是回復了。赫爾姆繼續表演並發行了幾張成功的專輯，直到他在2012年去世。
樂隊合唱團分別於1989年和1994年引入加拿大音樂名人堂和搖滾名人堂。2004年，滾石雜誌在他們的有史以來最偉大的100位藝術家名單中排名第50位。同年，單曲〈The Weight〉也在滾石雜誌五百大歌曲中排名41。
2008年，他們獲得了格萊美終身成就獎。樂隊合唱團於2014年入選加拿大星光大道。

## 註記
1. ↑  根據第一位在1968年簽下他們的EMI唱片公司總裁阿倫·利文斯頓表示，在利文斯頓堅持取名後，當時樂團的經理提出了這個名字。[4]

## 相關書籍
- Hoskyns, Barney (1993). Across the Great Divide: The Band and America. New York: Hyperion. ISBN 1-56282-836-3.
- Gray, Michael (2006). The Bob Dylan Encyclopedia. New York: Continuum. ISBN 0-8264-6933-7.
- Marcus, Greil (1998). Invisible Republic: Bob Dylan's Basement Tapes.  New York: H. Holt & Company. ISBN 0-8050-5842-7.
- Helm, Levon; Davis, Stephen (2000). This Wheel's on Fire: Levon Helm and the Story of the Band. 2nd ed, Chicago: A Cappella. ISBN 1-55652-405-6.

## 延伸閱讀
- Bochynski, Kevin J. (1999). "The Band". In Hochman, Steve. Popular Musicians. Pasadena, California: Salem Press. pp. 61–64. ISBN 0893569879.

## 外部連結
- 中的“乐队合唱团”
- 樂隊合唱團 – 音樂歷史（页面存档备份，存于），國會唱片上的官方網站。
- 樂隊合唱團網站（页面存档备份，存于），由粉絲營運的網站。
- The Band的Discogs页面（英文）
- 乐队合唱团在Allmusic上的頁面
- 乐队合唱团在互联网电影资料库（IMDb）上的資料（英文）
- 摇滚名人堂網站上的樂隊合唱團（页面存档备份，存于）